# 25e cérémonie des Gotham Independent Film Awards
La 25e cérémonie des Gotham Independent Film Awards, décernés par l'Independent Feature Project, a eu lieu le 30 novembre 2015, et a récompensé les films indépendants réalisés dans l'année.
Les nominations ont été annoncées le 22 octobre 2015.

## Palmarès

### Meilleur film
- Spotlight
  - Carol
  - The Diary of a Teenage Girl
  - Heaven Knows What
  - Tangerine

### Bingham RayBreakthrough Director
- Jonas Carpignano pour Mediterranea
  - Desiree Akhavan pour Appropriate Behavior
  - Marielle Heller pour The Diary of a Teenage Girl
  - John Magary pour The Mend
  - Josh Mond pour James White

### Meilleur acteur
- Paul Dano pour le rôle de Brian Wilson dans Love and Mercy
  - Christopher Abbott pour le rôle de James White dans James White
  - Kevin Corrigan pour le rôle de Danny Flynn dans Results
  - Peter Sarsgaard pour le rôle de Stanley Milgram dans Experimenter
  - Michael Shannon pour le rôle de Rick Carver dans 99 Homes

### Meilleure actrice
- Bel Powley pour le rôle de Minnie Goetze dans The Diary of a Teenage Girl
  - Cate Blanchett pour le rôle de Carol Aird dans Carol
  - Blythe Danner pour le rôle de Carol Petersen dans I'll See You in My Dreams
  - Brie Larson pour le rôle de Joy "Ma" Newsome dans Room
  - Lily Tomlin pour le rôle d'Elle Reid dans Grandma
  - Kristen Wiig pour le rôle d'Alice Klieg dans Welcome to Me

### Breakthrough Actor
- Mya Taylor pour le rôle d'Alexandra dans Tangerine
  - Rory Culkin pour le rôle de Gabriel dans Gabriel
  - Arielle Holmes pour le rôle de Harley dans Heaven Knows What
  - Lola Kirke pour le rôle de Tracy Fishko dans Mistress America
  - Kitana Kiki Rodriguez pour le rôle de Sin-Dee Rella dans Tangerine

### Meilleur film documentaire
- The Look of Silence
  - Approaching the Elephant
  - Cartel Land
  - Heart of a Dog
  - Listen to Me Marlon

### Meilleure série - forme longue
- Mr. Robot
  - Jane the Virgin
  - Transparent
  - Unbreakable Kimmy Schmidt
  - UnREAL

### Meilleure série - format court
- Shugs and Fats (ShugsandFats.TV)
  - Bee and PuppyCat (Cartoon Hangover)
  - The Impossibilities (seriesofimpossibilities.com)
  - Qraftish, Christal (Blackgirldangerous.com)
  - You’re So Talented (Open TV)

### Audience Award
- Tangerine

### Special Jury Award
Décerné à la distribution de Spotlight.
- Mark Ruffalo, Michael Keaton, Rachel McAdams, John Slattery, Stanley Tucci, Brian d’Arcy James, Liev Schreiber et Billy Crudup

### Spotlight on Women Filmmakers "Live the Dream" Grant
- Chanelle Aponte Pearson – 195 Lewis
  - Claire Carré –  Embers
  - Deb Shoval –  AWOL

### Gotham Appreciation Award
- Ellen Cotter de l'Angelika Film Center (en)

### Gotham Tributes
- Steve Golin
- Todd Haynes
- Helen Mirren
- Robert Redford